# Tour de France 2022/10. Etappe
Die 10. Etappe der Tour de France 2022 fand am 12. Juli 2022 statt und war die zweite Bergankunft der 109. Austragung des französischen Etappenrennens. Die Strecke führte von Morzine über 145,1 Kilometer durch die Savoyer Alpen nach Megève. Das Ziel befand sich beim Flugplatz Megève auf einer Höhe von 1460 Metern. Nach der Zielankunft hatten die Fahrer insgesamt 1646,4 Kilometer absolviert, was 49,1 % der Gesamtdistanz der Rundfahrt entsprach.

## Streckenführung
Der neutralisierte Start erfolgte im Zentrum von Morzine beim Rathaus. Über die Route de la Plagne verließen die Fahrer die Kleinstadt und folgten der D902 in Richtung Norden.
Der offizielle (gezeitete) Start erfolgte nach rund sieben Kilometern auf der D902 kurz nach Montriond auf einer leicht abschüssigen Straße. Anschließend folgte die Strecke der Dranse de Morzine flussabwärts Richtung Norden. Bei Bioge bogen die Fahrer rechts ab und gelangten zum ersten Anstieg des Tages, einer Bergwertung der 4. Kategorie nach 24,1 Kilometern auf der Côte de Chevenoz (808 m). Danach ging es entlang der D32 bergab nach Thonon-les-Bains, eine Kleinstadt am Südufer des Genfersees. Nun drehten die Fahrer Richtung Süden und erreichten nach 69,2 Kilometern den Col de Jambaz (1028 m), einen Anstieg der 3. Kategorie. Die anschließende Abfahrt führt über Saint-Jeoire nach Marignier, wo die Côte de Châtillon-sur-Cluses (661 m) begann. Dieser Anstieg der 4. Kategorie endete bei 97,3 Kilometern, ehe die Fahrer bei Cluses das Ufer der Arve erreichten. Dieser folgten die Fahrer flussaufwärts für rund 20 Kilometer. Nachdem Sallanches umfahren wurde, erreichten die Fahrer den Zwischensprint in Passy. Kurz darauf erfolgte der Einstieg in den rund 21 Kilometer langen Schlussanstieg.
Die ersten drei Kilometer des Schlussanstiegs führten entlang der D902 nach Saint-Gervais-les-Bains. Mit der Überquerung des Viaduc de Saint-Gervais wechselten die Fahrer auf die D909, die die Fahrer bei weiterhin moderater Steigung nach Demi-Quartier brachte. Nun flachte die Straße auf der D1212 für zwei Kilometer endgültig ab und führte nach Megève, wo die Fahrer auf die D309A abbogen, die zum Flugplatz von Megève führt. Die Straße begann nun wieder stärker anzusteigen und führte unrhythmisch für fünf Kilometer Richtung Flugplatz Megève (1382 m). Kurz vor demselben wurde  eine Bergwertung der 2. Kategorie abgenommen. Die bisher 19,2 zurückgelegten Kilometer des Anstiegs wiesen eine durchschnittliche Steigung von 4,1 % auf. Nach der Bergwertung nahm die Steigung erneut ab und führte für etwas über zwei Kilometer zum Flugplatz, wo sich das Ziel auf der Start- und Landebahn befand.
|                            | Ort                            | Kilometer | Länge (km) | Höhe (m) | Ø Steigung |
| -------------------------- | ------------------------------ | --------- | ---------- | -------- | ---------- |
| neutralisierter Start      | Morzine                        |           |            |          |            |
| offizieller Start          | Montriond                      | 000,0     |            |          |            |
| Bergwertung (4. Kategorie) | Côte de Chevenoz               | 024,1     | 02,2       | 0808     | 2,9 %      |
| Bergwertung (3. Kategorie) | Col de Jambaz                  | 069,2     | 06,7       | 1028     | 3,8 %      |
| Bergwertung (4. Kategorie) | Côte de Châtillon-sur-Cluses   | 097,3     | 04,5       | 0661     | 3,9 %      |
| Zwischensprint             | Passy                          | 123,8     |            |          |            |
| Bergwertung (2. Kategorie) | Montée de l'altiport de Megève | 145,9     | 19,2       | 1382     | 4,1 %      |
| Ziel                       | Megève                         | 148,1     |            |          |            |

## Rennverlauf
Am Ende der vorherigen Etappe hatten sich die Fahrer einem Corona-Pflichttest unterziehen müssen, der keine positiven Ergebnisse gebracht hatte. Dennoch mussten nach dem Ruhetag zwei weitere Fahrer wegen einer Corona-Infektion aussteigen, namentlich George Bennett (UAE Team Emirates) und Luke Durbridge (Team BikeExchange-Jayco). Auch bei Rafał Majka (UAE Team Emirates) war eine leichte Viruslast festgestellt worden, er galt jedoch als nicht ansteckend und durfte weitermachen. Als Reaktion auf die wiederholten Corona-Fälle erließ die Rennorganisation ein verschärftes Sicherheitsprotokoll, um das Publikum an Start und Ziel weiter von den Team-Bussen fernzuhalten. Des Weiteren mussten der Vorjahres-Vierte Ben O’Connor (AG2R Citroën Team) wegen einer Muskelverletzung sowie Alexis Vuillermoz (TotalEnergies) wegen Fieber und einer Hautinfektion die Rundfahrt beenden.
Da das Profil der Etappe weder für einen Sprint noch für Änderungen im Gesamtklassement geeignet war, wurden einer Ausreißergruppe große Chancen eingeräumt. Entsprechend umkämpft war der Anfang des Rennens; erst nach anderthalb Stunden konnte sich eine Gruppe von 25 Fahrern entscheidend absetzen. Das Peloton hielt sich wie erwartet zurück und überließ den Ausreißern einen großen Vorsprung. Bei großer Hitze waren die Fahrer nicht zuletzt damit beschäftigt, sich abzukühlen. Auf der Abfahrt nach Cluses griff Alberto Bettiol (EF Education-EasyPost) die Ausreißergruppe an und gewann rund eine halbe Minute Vorsprung. Im Flachstück nahe Magland wurde das Rennen für rund 15 Minuten durch Demonstranten aufgehalten, die sich auf der Straße festgeklebt hatten und Bengalische Feuer zündeten. Zu Beginn des Schlussanstiegs betrug der Vorsprung der Kopfgruppe neun Minuten, so dass Lennard Kämna (Bora-hansgrohe) sogar virtuell ins Gelbe Trikot rückte.
Im Anstieg nach Megève wurde Bettiol wieder eingeholt, und die Führungsgruppe verkleinerte sich durch wiederholte Attacken. Ausgangs Megève versuchte Luis León Sánchez (Bahrain Victorious) einen Angriff und kam als Erster an die Bergwertung zwei Kilometer vor dem Ziel, bevor mehr und mehr Fahrer wieder zu ihm aufschlossen. Im ansteigenden Zielsprint auf dem Flugfeld versuchte es Sánchez erneut, wurde aber von Nicholas Schultz (BikeExchange-Jayco) übersprintet, der seinerseits auf der Ziellinie noch von Magnus Cort Nielsen (EF Education-EasyPost) abgefangen wurde. Kämna kam mit 22 Sekunden Rückstand ins Ziel.
Die Augen richteten sich nun aufs Hauptfeld, das noch immer rund neun Minuten zurücklag. Die Mannschaft von Tadej Pogačar (UAE Team Emirates) zeigte keine Anstalten, das Gelbe Trikot zu verteidigen, doch wurde die Tempoarbeit von anderen Mannschaften übernommen. Am Ende versuchte Pogačar mit einem Zielsprint vergeblich, Sekunden auf seine Konkurrenten zu gewinnen, so dass Kämna das Gelbe Trikot um 11 Sekunden verpasste.

## Ergebnis
| \| Etappenergebnis \| Etappenergebnis \| Etappenergebnis \| Etappenergebnis \| Etappenergebnis \| \| Fahrer \| Fahrer \| Land \| Team \| Zeit \| \| --------------- \| ------------------- \| ---------------------- \| ---------------------------------- \| --------------- \| \| 1. \| Magnus Cort Nielsen \| Dänemark \| EF Education-EasyPost \| 3 h 18 min 50 s \| \| 2. \| Nick Schultz \| Australien \| BikeExchange-Jayco \| + 0 s \| \| 3. \| Luis León Sánchez \| Spanien \| Bahrain Victorious \| + 7 s \| \| 4. \| Matteo Jorgenson \| Vereinigte Staaten \| Movistar Team \| + 8 s \| \| 5. \| Dylan van Baarle \| Niederlande \| Ineos Grenadiers \| + 10 s \| \| 6. \| Georg Zimmermann \| Deutschland \| Intermarché-Wanty-Gobert Matériaux \| + 15 s \| \| 7. \| Benjamin Thomas \| Frankreich \| Cofidis \| + 18 s \| \| 8. \| Andreas Leknessund \| Norwegen \| Team DSM \| + 20 s \| \| 9. \| Fred Wright \| Vereinigtes Königreich \| Bahrain Victorious \| + 22 s \| \| 10. \| Lennard Kämna \| Deutschland \| Bora-Hansgrohe \| + 22 s \| |                     |                        |                                    |                 |
| |                     |                        |                                    |                 |
| Quelle: ProCyclingStats |                     |                        |                                    |                 |
| Etappenergebnis |                     |                        |                                    |                 |
| Fahrer | Fahrer              | Land                   | Team                               | Zeit            |
| 1. | Magnus Cort Nielsen | Dänemark               | EF Education-EasyPost              | 3 h 18 min 50 s |
| 2. | Nick Schultz        | Australien             | BikeExchange-Jayco                 | + 0 s           |
| 3. | Luis León Sánchez   | Spanien                | Bahrain Victorious                 | + 7 s           |
| 4. | Matteo Jorgenson    | Vereinigte Staaten     | Movistar Team                      | + 8 s           |
| 5. | Dylan van Baarle    | Niederlande            | Ineos Grenadiers                   | + 10 s          |
| 6. | Georg Zimmermann    | Deutschland            | Intermarché-Wanty-Gobert Matériaux | + 15 s          |
| 7. | Benjamin Thomas     | Frankreich             | Cofidis                            | + 18 s          |
| 8. | Andreas Leknessund  | Norwegen               | Team DSM                           | + 20 s          |
| 9. | Fred Wright         | Vereinigtes Königreich | Bahrain Victorious                 | + 22 s          |
| 10. | Lennard Kämna       | Deutschland            | Bora-Hansgrohe                     | + 22 s          |

## Gesamtstände
| \| Gesamtwertung \| Gesamtwertung \| Gesamtwertung \| Gesamtwertung \| Gesamtwertung \| \| Fahrer \| Fahrer \| Land \| Team \| Zeit \| \| ------------- \| ----------------- \| ---------------------- \| ------------------ \| ---------------- \| \| 1. \| Tadej Pogačar \| Slowenien \| UAE Team Emirates \| 37 h 11 min 28 s \| \| 2. \| Lennard Kämna \| Deutschland \| Bora-Hansgrohe \| + 11 s \| \| 3. \| Jonas Vingegaard \| Dänemark \| Jumbo-Visma \| + 39 s \| \| 4. \| Geraint Thomas \| Vereinigtes Königreich \| Ineos Grenadiers \| + 1 min 17 s \| \| 5. \| Adam Yates \| Vereinigtes Königreich \| Ineos Grenadiers \| + 1 min 25 s \| \| 6. \| David Gaudu \| Frankreich \| Groupama-FDJ \| + 1 min 38 s \| \| 7. \| Romain Bardet \| Frankreich \| Team DSM \| + 1 min 39 s \| \| 8. \| Thomas Pidcock \| Vereinigtes Königreich \| Ineos Grenadiers \| + 1 min 46 s \| \| 9. \| Enric Mas \| Spanien \| Movistar Team \| + 1 min 50 s \| \| 10. \| Luis León Sánchez \| Spanien \| Bahrain Victorious \| + 1 min 50 s \| |                   |                        |                    |                  |
| |                   |                        |                    |                  |
| Quelle: ProCyclingStats |                   |                        |                    |                  |
| Gesamtwertung |                   |                        |                    |                  |
| Fahrer | Fahrer            | Land                   | Team               | Zeit             |
| 1. | Tadej Pogačar     | Slowenien              | UAE Team Emirates  | 37 h 11 min 28 s |
| 2. | Lennard Kämna     | Deutschland            | Bora-Hansgrohe     | + 11 s           |
| 3. | Jonas Vingegaard  | Dänemark               | Jumbo-Visma        | + 39 s           |
| 4. | Geraint Thomas    | Vereinigtes Königreich | Ineos Grenadiers   | + 1 min 17 s     |
| 5. | Adam Yates        | Vereinigtes Königreich | Ineos Grenadiers   | + 1 min 25 s     |
| 6. | David Gaudu       | Frankreich             | Groupama-FDJ       | + 1 min 38 s     |
| 7. | Romain Bardet     | Frankreich             | Team DSM           | + 1 min 39 s     |
| 8. | Thomas Pidcock    | Vereinigtes Königreich | Ineos Grenadiers   | + 1 min 46 s     |
| 9. | Enric Mas         | Spanien                | Movistar Team      | + 1 min 50 s     |
| 10. | Luis León Sánchez | Spanien                | Bahrain Victorious | + 1 min 50 s     |

| Punktewertung | Punktewertung       | Punktewertung | Punktewertung          | Punktewertung |
| Fahrer        | Fahrer              | Land          | Team                   | Punkte        |
| ------------- | ------------------- | ------------- | ---------------------- | ------------- |
| 1.            | Wout van Aert       | Belgien       | Jumbo-Visma            | 284 P.        |
| 2.            | Fabio Jakobsen      | Niederlande   | Quick-Step Alpha Vinyl | 149 P.        |
| 3.            | Tadej Pogačar       | Slowenien     | UAE Team Emirates      | 139 P.        |
| 4.            | Magnus Cort Nielsen | Dänemark      | EF Education-EasyPost  | 129 P.        |
| 5.            | Christophe Laporte  | Frankreich    | Jumbo-Visma            | 114 P.        |
| 6.            | Jasper Philipsen    | Belgien       | Alpecin-Deceuninck     | 102 P.        |
| 7.            | Peter Sagan         | Slowakei      | TotalEnergies          | 86 P.         |
| 8.            | Simon Clarke        | Australien    | Israel-Premier Tech    | 72 P.         |
| 9.            | Michael Matthews    | Australien    | BikeExchange-Jayco     | 68 P.         |
| 10.           | Jonas Vingegaard    | Dänemark      | Jumbo-Visma            | 66 P.         |

| Bergwertung | Bergwertung         | Bergwertung | Bergwertung           | Bergwertung |
| Fahrer      | Fahrer              | Land        | Team                  | Punkte      |
| ----------- | ------------------- | ----------- | --------------------- | ----------- |
| 1.          | Simon Geschke       | Deutschland | Cofidis               | 19 P.       |
| 2.          | Bob Jungels         | Luxemburg   | AG2R Citroën Team     | 18 P.       |
| 3.          | Thibaut Pinot       | Frankreich  | Groupama-FDJ          | 14 P.       |
| 4.          | Magnus Cort Nielsen | Dänemark    | EF Education-EasyPost | 11 P.       |
| 5.          | Tadej Pogačar       | Slowenien   | UAE Team Emirates     | 10 P.       |
| 6.          | Pierre Latour       | Frankreich  | TotalEnergies         | 8 P.        |
| 7.          | Jonas Vingegaard    | Dänemark    | Jumbo-Visma           | 8 P.        |
| 8.          | Carlos Verona       | Spanien     | Movistar Team         | 7 P.        |
| 9.          | Lennard Kämna       | Deutschland | Bora-Hansgrohe        | 6 P.        |
| 10.         | Primož Roglič       | Slowenien   | Jumbo-Visma           | 6 P.        |

| Nachwuchswertung | Nachwuchswertung   | Nachwuchswertung       | Nachwuchswertung                   | Nachwuchswertung |
| Fahrer           | Fahrer             | Land                   | Team                               | Zeit             |
| ---------------- | ------------------ | ---------------------- | ---------------------------------- | ---------------- |
| 1.               | Tadej Pogačar      | Slowenien              | UAE Team Emirates                  | 37 h 11 min 28 s |
| 2.               | Thomas Pidcock     | Vereinigtes Königreich | Ineos Grenadiers                   | + 1 min 46 s     |
| 3.               | Brandon McNulty    | Vereinigte Staaten     | UAE Team Emirates                  | + 7 min 36 s     |
| 4.               | Matteo Jorgenson   | Vereinigte Staaten     | Movistar Team                      | + 19 min 22 s    |
| 5.               | Andreas Leknessund | Norwegen               | Team DSM                           | + 21 min 29 s    |
| 6.               | Kevin Geniets      | Luxemburg              | Groupama-FDJ                       | + 34 min 14 s    |
| 7.               | Georg Zimmermann   | Deutschland            | Intermarché-Wanty-Gobert Matériaux | + 34 min 35 s    |
| 8.               | Fred Wright        | Vereinigtes Königreich | Bahrain Victorious                 | + 44 min 28 s    |
| 9.               | Michael Storer     | Australien             | Groupama-FDJ                       | + 49 min 01 s    |
| 10.              | Matis Louvel       | Frankreich             | Arkéa-Samsic                       | + 54 min 58 s    |

| Mannschaftswertung | Mannschaftswertung    | Mannschaftswertung           | Mannschaftswertung |
| Team               | Team                  | Land                         | Zeit               |
| ------------------ | --------------------- | ---------------------------- | ------------------ |
| 1.                 | Ineos Grenadiers      | Vereinigtes Königreich       | 11 h 29 min 14 s   |
| 2.                 | Jumbo-Visma           | Niederlande                  | + 9 min 48 s       |
| 3.                 | Bora-Hansgrohe        | Deutschland                  | + 13 min 09 s      |
| 4.                 | UAE Team Emirates     | Vereinigte Arabische Emirate | + 19 min 55 s      |
| 5.                 | Groupama-FDJ          | Frankreich                   | + 20 min 00 s      |
| 6.                 | Bahrain Victorious    | Bahrain                      | + 22 min 48 s      |
| 7.                 | EF Education-EasyPost | Vereinigte Staaten           | + 27 min 44 s      |
| 8.                 | Movistar Team         | Spanien                      | + 38 min 54 s      |
| 9.                 | Arkéa-Samsic          | Frankreich                   | + 40 min 46 s      |
| 10.                | Cofidis               | Frankreich                   | + 41 min 28 s      |

## Ausgeschiedene Fahrer
Die folgenden Fahrer sind aus der Tour ausgeschieden:
- Alexis Vuillermoz (TotalEnergies): wegen Fieber und Hautinfektion nicht gestartet[4]
- Ben O’Connor (AG2R Citroën Team): wegen Muskelverletzung nicht gestartet
- Luke Durbridge (Team BikeExchange-Jayco): wegen positivem Corona-Test nicht gestartet
- George Bennett (UAE Team Emirates): wegen positivem Corona-Test nicht gestartet